# 福山チャンピオンシップ
福山チャンピオンシップ（ふくやまチャンピオンシップ）は福山競馬場のダート1800mで施行されていた、地方競馬の重賞競走である。

## 概要
2007年に同レースの前身となるアラ・サラ系3歳混合定量重量の特別競走、オッズパーク賞・福山チャンピオンシップが、同競馬場のダート1800メートルにて実施される。福山3歳最強馬を決定する競走として位置付けられ、先に行われる福山ダービー及び福山アラブダービーの上位3頭に、同競走の優先出走権が与えられる。
2008年に重賞となるが同競馬場の所属アラブ馬減少にともない、出走条件がサラ系3歳のみとなる。この変更と共に、冠名称が報知新聞社杯と変更される。
2009年より中国・四国地区交流重賞として、実施される。
負担重量は定量で56キロ、牝馬は54キロである。
賞金総額は135万円で1着賞金100万円、2着賞金20万円、3着賞金10万円、4着賞金5万円と定められている。

## 歴代優勝馬
| 回数  | 施行日        | 優勝馬             | 性齢 | 所属 | タイム | 優勝騎手 | 管理調教師 |
| ----- | ------------- | ------------------ | ---- | ---- | ------ | -------- | ---------- |
| 第1回 | 2008年6月22日 | モナクキララ       | 牝3  | 福山 | 1:59.0 | 岡田祥嗣 | 荻田恭正   |
| 第2回 | 2009年6月28日 | アグリヤング       | 牡3  | 福山 | 2:00.4 | 嬉勝則   | 江口秀博   |
| 第3回 | 2010年6月27日 | ムツミマーベラス   | 牝3  | 福山 | 1:57.2 | 池田敏樹 | 末廣卓己   |
| 第4回 | 2011年6月26日 | フレアリングマリー | 牝3  | 福山 | 2:00.0 | 周藤直樹 | 小嶺英喜   |
| 第5回 | 2012年6月24日 | モリデンヴィーナス | 牝3  | 福山 | 1:59.8 | 山崎雅由 | 高本友芳   |